# Mozelos (Santa Maria da Feira)
Mozelos es una freguesia portuguesa del concelho de Santa Maria da Feira, con 5,04 km² de superficie y 6.480 habitantes (2001). Su densidad de población es de 1 285,7 hab/km².